# F-Secure

Firmenlogo bis 3. September 2009

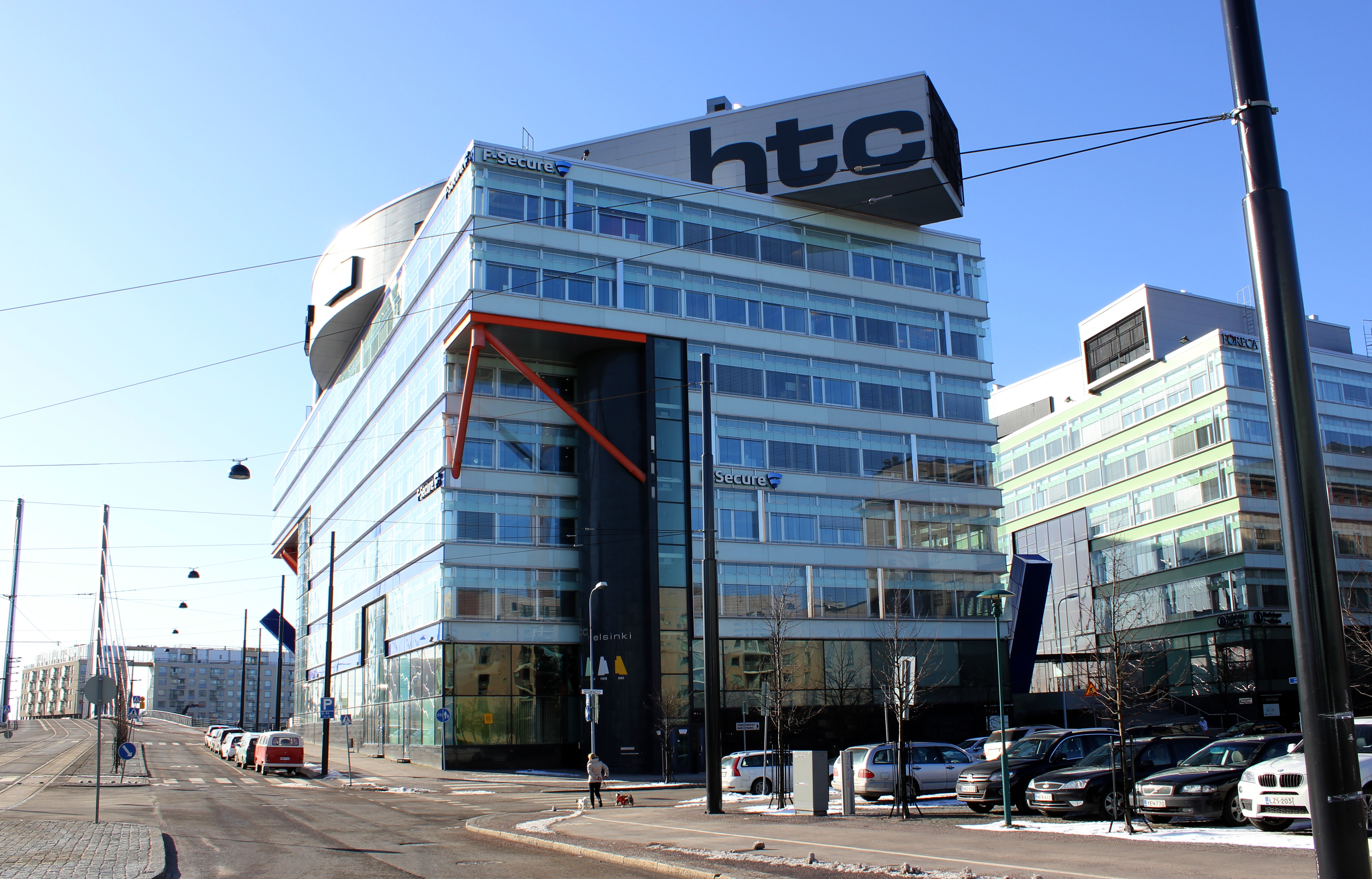
Firmensitz in Helsinki

Die F-Secure Corporation ist ein finnisches Unternehmen für Informationssicherheit.

## Unternehmen
Das Unternehmen wurde 1988 von Petri Allas und Risto Siilasmaa gegründet. Heutiger CEO ist Juhani Hintikka. Bis zum Jahr 2000 trugen nur die Produkte den Namen F-Secure, das Unternehmen selbst firmierte als Data Fellows Corporation. F-Secure ist seit 1999 an der Börse Helsinki (HEX) notiert (WKN 928744). Das Unternehmen unterhält Niederlassungen in über 60 Ländern sowie Forschungseinrichtungen in Finnland und Malaysia. Im Jahr 2018 erwirtschaftete F-Secure einen Umsatz von 190,7 Millionen Euro. Zum Jahresende 2018 beschäftigte das Unternehmen über 1.600 Mitarbeiter.
Beim F von F-Secure gibt es mehrere Varianten der Namensgebung:
- Sämtliche Mitarbeiter bei F-Secure / Data Fellows sind [F]ellows, also Partner, Gefährten.
- [F]riðrik Skúlason hatte ein kommandozeilenbasiertes Antivirusprogramm geschrieben, aus dem später die Antivirus-Software F-Prot hervorging (diese Software hatte bereits das heute gültige F-Secure Logo)

## Produkte
F-Secure war ein Vorreiter beim Einsatz mehrerer Viren-Scan-Engines in einem Produkt. Verschiedene Scan-Engines können simultan zur Überwachung der Daten eingesetzt werden, womit die Erkennungsrate von Schadprogrammen deutlich erhöht wird. Ursprünglich nutzten die Produkte von F-Secure die Scan-Engines von F-PROT des isländischen Herstellers Frisk Software und AVP des russischen Anbieters Kaspersky Lab. In den aktuellen F-Secure-Lösungen kommen neben der Virenscan-Engine von Avira (intern als Capricorn bezeichnet) von F-Secure selbst entwickelte Suchalgorithmen zum Einsatz. Diese Eigenentwicklungen an Engines von F-Secure heißen Gemini, DeepGuard und Hydra.
Ein weiterer Bereich, in dem das finnische Unternehmen eine Pionierrolle einnahm, war das Erkennen und Entfernen von Kernel-Rootkits beim Betriebssystem Windows. Die Technologie wurde erstmals 2006 auf der CeBIT in Hannover unter dem Namen BlackLight vorgestellt. Dazu sucht das Tool Prozesse, Ordner oder Dateien, die vor dem Anwender versteckt werden, und zeigt sie diesem mit zusätzlichen Informationen an – so etwa bei dem im November 2005 in die Schlagzeilen gekommenen CD-Kopierschutz, den Sony teilweise in den USA einsetzte. Dieser nutzte Rootkit-Technologien, um sich vor den PC-Besitzern zu tarnen.
Der Schwerpunkt von F-Secure liegt in den Bereichen Virenschutz und Intrusion Prevention – obwohl das Unternehmen sich vor 2004 vor allem mit Produkten zu SSH-Verschlüsselung einen Namen gemacht hatte und dafür auch Auszeichnungen der finnischen Regierung erhielt. Dieses Geschäftsfeld wurde jedoch an den US-amerikanischen Software-Hersteller WRQ Inc. übergeben, um sich stärker auf die Kernprodukte zu konzentrieren. Das aktuelle Produktportfolio umfasst Software zum Schutz von PCs, Servern und mobilen Endgeräten gegen Viren, Würmer und Trojaner, Spam- und Phishing-Schutz sowie Software und Appliances zum Schutz von E-Mail- und Internet-Gateways. Das Unternehmen F-Secure ist dafür bekannt, sehr schnell auf die Entdeckung neuer Viren zu reagieren und Updates sowie Removal Tools bereitzustellen. Auf seiner Website stellt F-Secure außerdem einen kostenlosen Online-Virenscan, kostenlosen PC HealthCheck sowie den Download einer bootfähigen Rescue CD zur Verfügung. Die Zielgruppe sind sowohl Heimanwender als auch Unternehmen sowie Internet Service Provider und Mobilfunkanbieter.
Im Juni 2015 expandierte F-Secure in den Enterprise-Markt durch die Übernahme von nSense, einem dänischen Unternehmen, das sich auf Sicherheitsberatung und Schwachstellenanalyse spezialisierte. Im Februar 2017 wurde mit dem Kauf der italienischen Firma Inverse Path der Bereich Cybersicherheitsdienste weiter ausgebaut. Die Firma war in Privatbesitz und verfügt über Erfahrungen in den Bereichen Luft- und Raumfahrt, Automobil- und Steuerungstechnik. Im selben Monat wurde die Geschäftskundensparte in das eigenständige Unternehmen WithSecure abgespaltet.
Im Juni 2018 wurde das britische Sicherheitsunternehmen MWR InfoSecurity übernommen.

## Software

### Für Heimanwender
- F-Secure TOTAL ist das Premiumpaket
- F-Secure SAFE als plattformübergreifende Lösung.
- F-Secure Internet Security: Ein Paket zum Schutz von Heimanwender-PCs. Es beinhaltet Virenschutz, Anti-Spyware, Spam-Schutz, als auch Schutz vor direkten Online-Bedrohungen.
- F-Secure Anti-Virus: Virenschutz basierend auf der Deepguard-2.0-Technologie. Diese soll eine schnelle Reaktionszeit beim Ausbruch neuer Viren gewährleisten.
- F-Secure Anti-Virus für Mac: Ein Virenschutzprogramm für macOS-Geräte.
- F-Secure Mobile Security: Schützt Handys vor Befall durch Viren. Auto-Update findet hier über jede Art verfügbarer Datenverbindung statt, die das Programm automatisch erkennt. Das Programm verfügt außerdem über eine integrierte Firewall und eine Anti-Theft-Funktion.
- F-Secure Freedome – Virtual Private Network für Windows, Mac OS, Android und iOS

### Für Unternehmen
- Bis 2017: F-Secure Business Suite: Business Suite war bis zur Abspaltung dieses Geschäftsbereichs im Jahr 2017  eine umfangreiche Sicherheitslösung, die die Anforderungen von Unternehmen jeder Größenordnung erfüllen sollte. In der Business Suite war das gesamte Produktportfolio für Unternehmen enthalten. Die Verwaltung von Clients und Server erfolgte lokal.[9]
- F-Secure Server Security: Server Security ist eine Anti-Malware-Suite speziell für Server, die Schutz für Dateiserver bietet.[10]
- F-Secure Client Security: Bietet Echtzeitschutz vor Viren für Laptops und Desktops.
- F-Secure Internet Gatekeeper (Windows and Linux): Übernimmt automatisch Virenschutz und Content-Filtering am Internet-Gateway des Unternehmens.
- F-Secure Protection Service for Business: Komplettpaket zum Schutz von Unternehmen vor Bedrohungen aus dem Web. Die Verwaltung ist cloudbasiert.

## Dienstleistungen
Ein weiteres Geschäftsfeld von F-Secure ist IT-Sicherheit als Dienstleistung über eine entsprechende Plattform für Unternehmen sowie Service-Provider und Service-Partner, mit denen diese ihren Kunden individuelle IT-Sicherheitsdienstleistungen bereitstellen können. Nach eigenen Angaben hat F-Secure hier über 200 Service-Partner unter Vertrag, die meisten davon Internet Service Provider.